# Paedohexacinia
Paedohexacinia este un gen de muște din familia Tephritidae.

Cladograma conform Catalogue of Life:
| Paedohexacinia | \| \| Paedohexacinia clusiosomopsis \| \| \| \| \| \| Paedohexacinia flavithorax \| \| \| \| |
|                | \| \| Paedohexacinia clusiosomopsis \| \| \| \| \| \| Paedohexacinia flavithorax \| \| \| \| |
|                | Paedohexacinia clusiosomopsis                                                                |
|                |                                                                                              |
|                | Paedohexacinia flavithorax                                                                   |
|                |                                                                                              |